# DOS/360
Disk Operating System/360, также DOS/360 или просто DOS, является снятой с производства первой операционной системой для IBM System/360, System/370 и более поздних мэйнфреймов. Она была объявлена компанией IBM в последний день 1964 года, и впервые была выпущена в июне 1966 года.

## История
При разработке нового поколения аппаратных средств унифицированных компьютеров System/360 (или S/360) IBM изначально стремилась предоставить единую операционную систему OS/360, которая также совместима с недорогими машинами; но аппаратное обеспечение уже было доступно, и проект OS/360 все больше и больше отставал от графика, как подробно описано Фредом Бруксом в книге «Мифический человеко-месяц». IBM была вынуждена быстро разработать четыре дополнительные системы:
- BPS/360 для машин с оперативной памятью не менее 8 КБ и считывателем перфокарт,

- BOS/360 для машин с памятью не менее 8 КБ и дисководом;

- DOS/360 для машин с памятью не менее 16 КБ и дисководом;

- TOS/360 для машин с памятью не менее 16 КБ и ленточным накопителем.

Когда OS/360 наконец была выпущена с опозданием на год, для нее требовалось не менее 64 КБ памяти. DOS/360 была разработана для использования небольшого количества памяти и могла работать на машинах с 16 КБ, конфигурация, доступная на младшей S/360 Model 30. В отличие от OS/360, DOS/360 изначально была однозадачной системой, которая не поддерживала многозадачность. Позже была выпущена версия с многозадачностью, поддерживающая до трех разделов памяти, но требующая уже 32 КБ памяти. Несмотря на свои ограничения, DOS/360 стала наиболее широко используемой операционной системой для процессоров с объемом памяти менее 256 КБ, а потому что аппаратное обеспечение System/360 продавалось очень хорошо, DOS/360 хорошо работала на процессорах System/360, которые могли себе позволить организации среднего размера, и это было лучше, чем «операционные системы», которые были у этих клиентов раньше.
DOS/360 была операционной системой, которая заполнила промежуток времени после появления System/360 и до выхода операционной системы OS/360. В результате задержки ряд клиентов внедрили системы DOS и вложили значительные средства в их эксплуатацию. IBM ожидала, что пользователи DOS/360 вскоре перейдут на OS/360, но в результате этих инвестиций они не хотели совершать такой переход. Затем IBM нужно было продолжать предлагать DOS/360 в качестве дополнительной операционной системы. В хакерском жаргонном файле неверно указано, что GECOS (также известная как GCOS) была скопирована из DOS/360, но это не соответствует действительности, однако операционная система Xerox Data Systems (XOS) намеренно была похожа на DOS для упрощения переноса программ.

## Системные требования
Для DOS/360 требовался центральный процессор System/360 (Model 25 и выше) со стандартным набором инструкций (наборы десятичных инструкций и инструкций с плавающей запятой необязательны). Минимальное требование к памяти составляло 16 КБ; защита хранилища требовалась только в том случае, если использовалось мультипрограммирование. Требовались клавиатура-принтер 1052 Model 7, либо селекторный, либо мультиплексорный канал, и как минимум один дисковод — первоначально 2311 с емкостью 7,25 МБ; картридер, перфоратор и линейный принтер обычно входили в комплект, но магнитные ленты можно было заменить.
Типичная конфигурация может состоять из S/360 модели 30 с 32 КБ памяти и набором десятичных инструкций, устройства чтения/пробивания карт IBM 2540, принтера IBM 1403, двух или трех дисков IBM 2311, двух магнитных ленточных накопителей IBM 2415 и консоль 1052-7.